# Klaus Scheer
Klaus Scheer (ur. 4 października 1950 w Siegen) – niemiecki piłkarz grający na pozycji ofensywnego pomocnika, trener.

## Kariera piłkarska
Klaus Scheer karierę piłkarską rozpoczął w juniorach Eintrachtu Siegen, jednak profesjonalną karierę rozpoczął w Sportfreunde Siegen. Następnie w latach 1969–1975 był zawodnikiem Schalke Gelsenkirchen, w barwach którego 4 października 1969 roku, w dniu 19. urodzin zadebiutował w Bundeslidze w bezbramkowo zremisowanym meczu domowym z MSV Duisburg, w którym w 54. minucie zastąpił Hermanna Erlhoffa, a także odnosił największe sukcesy w swojej karierze piłkarskiej: Wicemistrzostwo Niemiec: Wicemistrzostwo Niemiec, Puchar Niemiec w sezonie 1971/1972, który zdobył po wygranej w finale 5:0 z FC Kaiserslautern rozegranym na Niedersachsenstadion w Hanowerze, w którym w 32. minucie zdobył gola na 2:0. 1 września 1971 roku w wygranym 6:2 meczu domowym z FC Köln zdobył 5 goli, co jest rekordem klubu pod względem największej liczby zdobytych goli w jednym meczu.
W 1973 roku wybuchł skandal, gdyż okazało się, że kilku zawodników Schalke Gelsenkirchen zostało przekupionych w sezonie 1970/1971. W wyniku afery drużyna Królewsko-Niebieskich się rozpadła, jednak Scheer pozostał w klubie do końca sezonu 1974/1975.
Następnie w latach 1975–1977 reprezentował barwy FC Kaiserslautern, z którym w sezonie 1975/1976 dotarł do finału Pucharu Niemiec, w którym Czerwone Diabły przegrały 2:0 z Hamburgerem SV na Waldstadion we Frankfurcie nad Menem, a w 1977 roku został zawodnikiem 2. Bundesligi – Westfalii Herne, z którym zajmował w sezonie 1977/1978 12. miejsce oraz w sezonie 1978/1979 5. miejsce, a po sezonie 1978/1979 zakończył w wieku zaledwie 28 lat piłkarską karierę. Łącznie w Bundeslidze rozegrał 206 meczów, w których zdobył 38 goli, natomiast w 2. Bundeslidze rozegrał 49 meczów, w których zdobył 8 goli.

## Kariera reprezentacyjna
Klaus Scheer rozegrał 1 mecz w reprezentacji RFN U-23.

## Kariera trenerska
Klaus Scheer po zakończeniu kariery piłkarskiej rozpoczął karierę trenerską. W latach 1991–1992 trenował Sportfreunde Siegen, w latach 1994–1995 FC Saarbrücken, natomiast w 1998–1999 był trenerem FC Remscheidu. Następnie wyjechał do Austrii, gdzie był trenerem Austrii Lustenau, po czym wrócił do Niemiec, gdzie w latach 2002–2003 był trenerem SV Elversbergu, w latach 2003–2004 trenował Borussię Fulda, a w latach 2004–2005 był trenerem FC Eschborn, z którym w sezonie 2004/2005 awansował do Regionalligi południowej. Na miesiąc przed rozpoczęciem rozgrywek Regionalligi 2005/2006 został zastąpiony przez Ramon Berndrotha, jednak po kilku kłótniach ponownie objął funkcję trenera klubu, który po rundzie jesiennej z powodu problemów finansowych wycofał się z rozgrywek.
W latach 2007–2010 był trenerem SpVgg Bayreuth, z którym w sezonie 2007/2008 wygrał rozgrywki Bayernligi, jednak z powodów finansowych wraz ze SpVgg Weiden nie otrzymał licencji na grę w Regionallidze w sezonie 2008/2009, natomiast FC Memmingen oraz TSG Thannhausen zrezygnowali z udziału w rozgrywkach. Następnie w okresie od 1 lipca 2010 roku do 19 września 2011 roku trenował FC Schweinfurt 05 oraz w okresie od 1 stycznia do 15 kwietnia 2012 roku był trenerem SpVgg Bayreuth.

## Sukcesy

### Zawodnicze
Schalke 04 Gelsenkirchen
- Wicemistrzostwo Niemiec: 1972
- Puchar Niemiec: 1972

1.FC Kaiserslautern
- Finał Pucharu Niemiec: 1976

### Trenerskie
FC Eschborn
- Awans do Regionalligi: 2005

SpVgg Bayreuth
- Mistrzostwo Bayernligi: 2008